# Parroquia de San Pedro ad Víncula
La parroquia de San Pedro ad Víncula es una iglesia parroquial situada en Cóbreces, construida entre los años 1891 y 1894 bajo la advocación de San Pedro ad Vincula. De estilo neogótico obra del arquitecto Emilio de la Torriente y Aguirre.
La iglesia, que destaca en el horizonte por el color rojizo ocre de sus paredes, tiene en su fachada principal flanqueada por dos torres rectangulares con chapiteles; es de planta de cruz latina y ábside semicircular. El interior se remata con bóvedas de crucería. La nave se ilumina a través de grandes huecos de arcos ojivales.